# Cancer productus
Cancer productus är en kräftdjursart som beskrevs av J. W. Randall 1840. Cancer productus ingår i släktet Cancer och familjen Cancridae. Inga underarter finns listade i Catalogue of Life.

## Bildgalleri

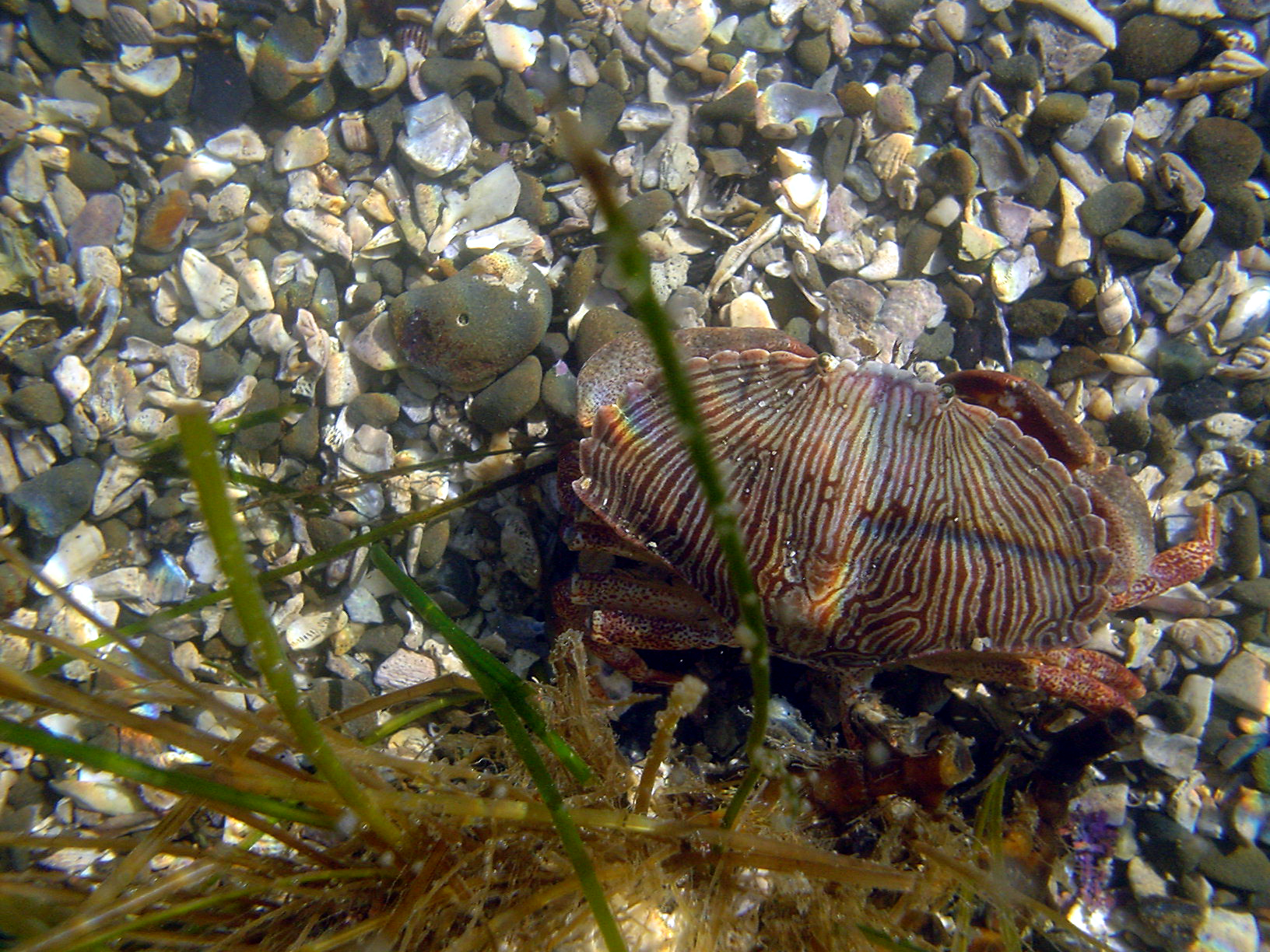
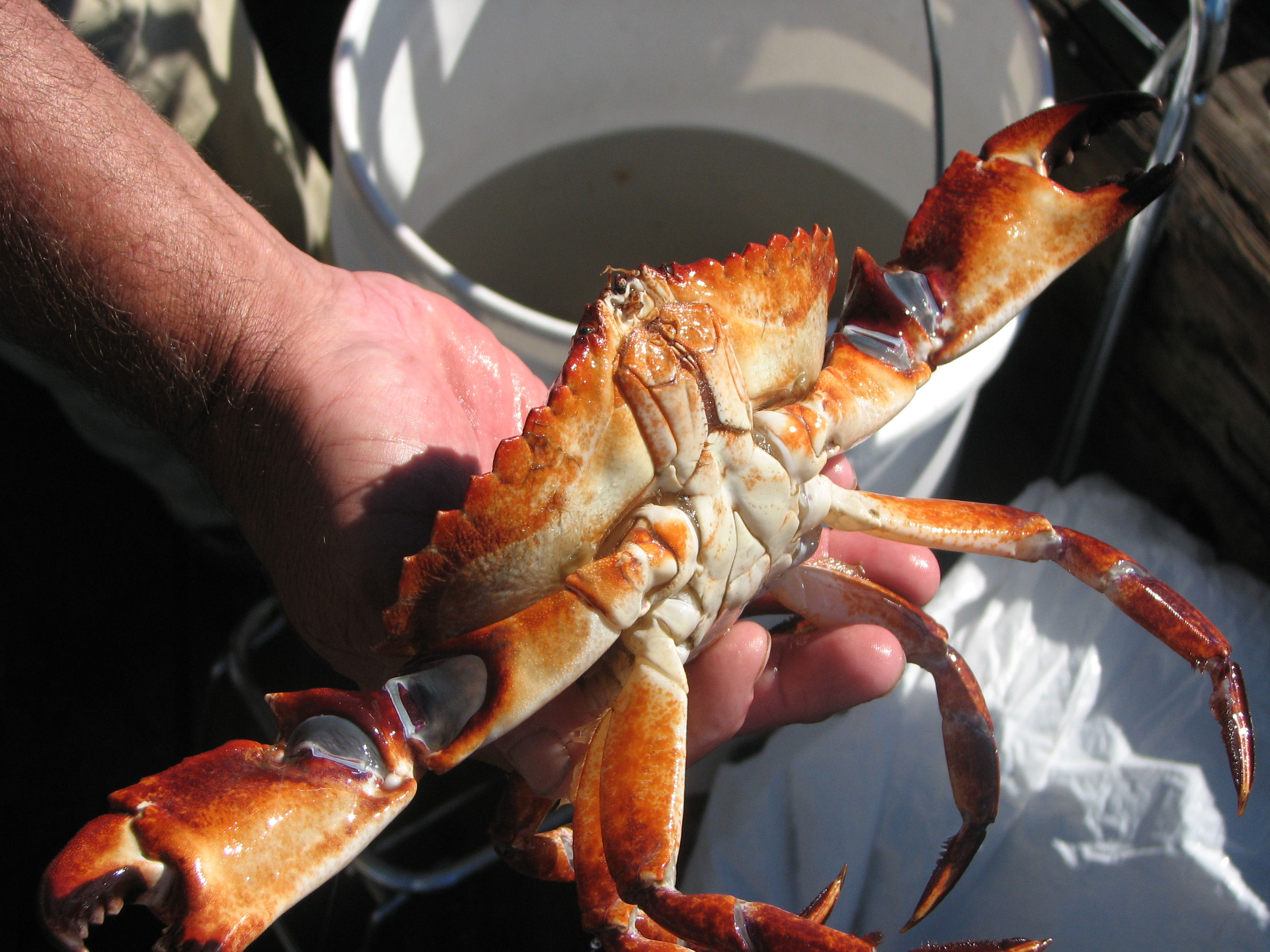